# زورقک دندانه‌دار همسان
زورقک دندانه‌دار همسان (نام علمی: Odontocymbiola simulatrix) نام یک گونه از سرده زورقک‌های دندانه‌دار است.